# Hans Prinzhorn
 (juin 2023).

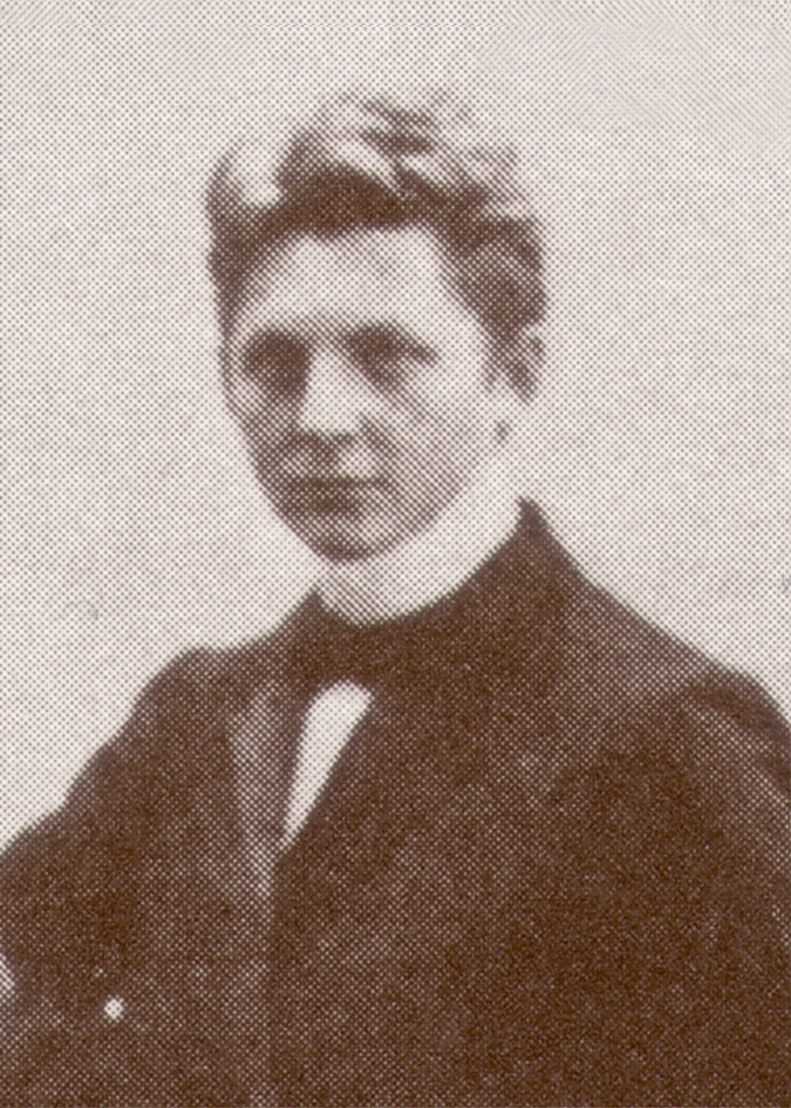
Hans Prinzhorn (1904)

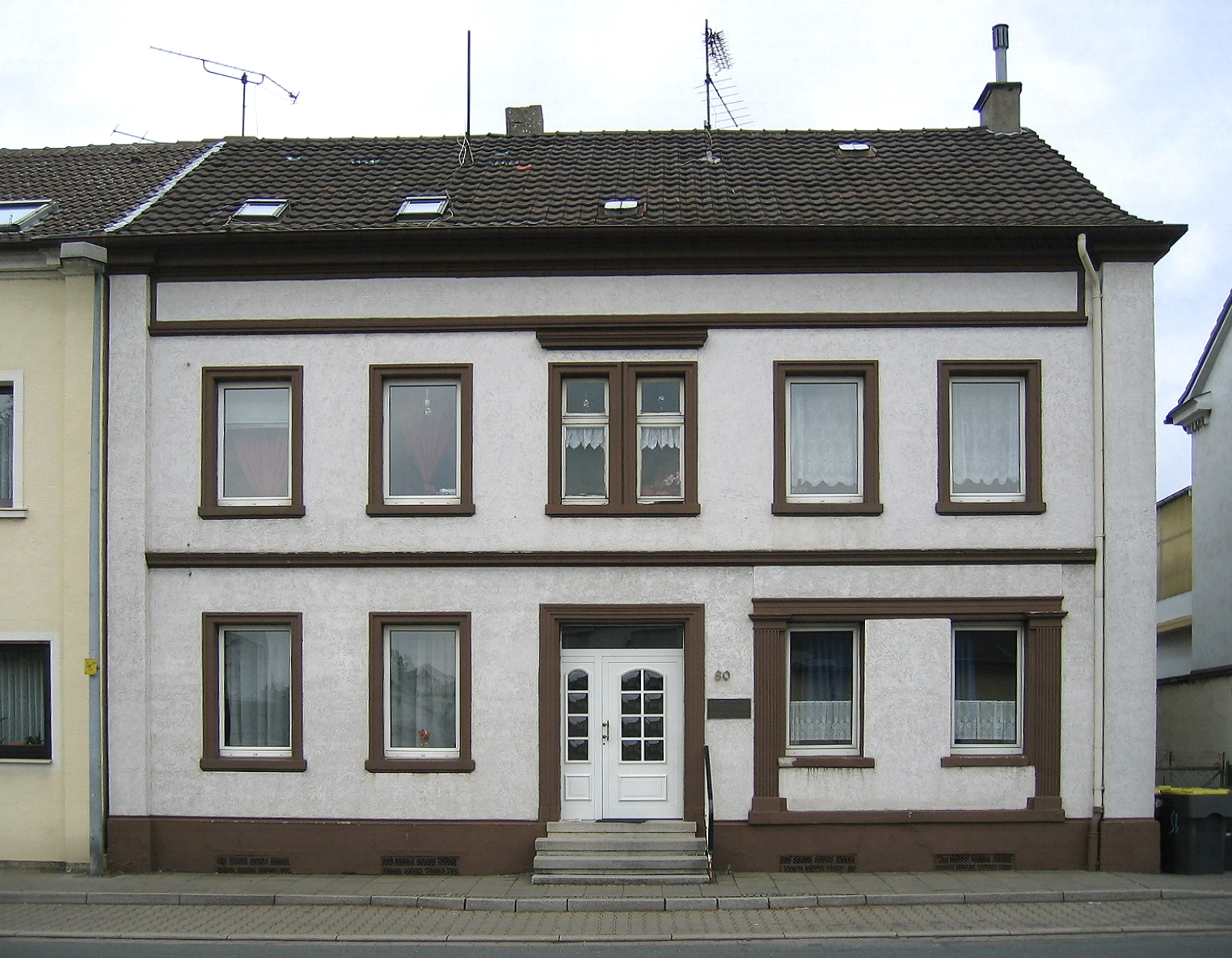
Maison natale à Hemer

Hans Prinzhorn, né à Hemer en province de Westphalie le 6 juin 1886 et mort le 14 juin 1933 à Munich, est un psychiatre et historien d'art allemand. Il est surtout connu pour avoir étudié et constitué une importante collection d’« art des fous ».
Ses travaux, cristallisés dans son livre Expressions de la Folie (Bildnerei der Geisteskranken -1922), bouleversèrent le regard des artistes et de la société sur l'« art des fous » au XXe siècle. Ils furent une profonde source d’enthousiasme pour Paul Klee et influencèrent Max Ernst (et par son biais les Surréalistes). Ils inspirèrent également Jean Dubuffet pour commencer sa collection d'art brut en 1945 grâce à sa patiente Louise Vialat.
La collection étudiée par Prinzhorn est aussi connue pour avoir été incluse dans l’emblématique exposition d’art dégénéré (organisée par le régime nazi) en 1937, à Munich et dans vingt-trois autres villes. Les œuvres de « fous » sont alors exposées aux côtés d’œuvres d’avant-garde (expressionnisme, surréalisme, cubisme, etc.) dans le seul but de ridiculiser ces dernières.

## Biographie
Hans Prinzhorn naît à Hemer en Westphalie le 6 juin 1886. Il étudie l’histoire de l’art et la philosophie à l’université de Vienne, puis est chanteur d'opéra.
En  1919, il devient l’assistant de Karl Willmanns à l’hôpital psychiatrique de l’université de Heidelberg où il d’étudie la collection de dessins et de peintures de l’institution, et il décide pour cela d’élargir le corpus des œuvres. Il y met une telle ardeur (envois de lettres-circulaires à de nombreux collègues, quête d’asile en asile…) que deux ans plus tard, la collection d’Heidelberg réunit plus de 5 000 travaux exécutés par près de 450 « cas ».
Ses recherches aboutiront en 1922 à la publication de son livre Bildnerei der Geisteskranken (Expressions de la Folie). C’est l’une des premières et des plus audacieuses tentatives d’exploration des limites entre l’art et la psychiatrie, entre la maladie et l’expression créatrice. Abondamment illustré d’exemples d’œuvres tirées de la collection, le livre est un succès, particulièrement auprès de la scène artistique qui, de Paul Klee aux Surréalistes, s’enthousiasme. En 1945, le peintre Jean Dubuffet reprendra à son compte cette idée d’explorer l’univers de l’hôpital psychiatrique afin d’en constituer une collection d’œuvres d’art, ce qui l’amènera à développer le concept d’Art brut (sa propre collection comprendra d’ailleurs plusieurs « artistes-patients » présents à Heidelberg).
Après avoir démissionné d'Heidelberg en 1921, Prinzhorn tente une carrière de psychothérapeute : après de courts séjours à Zurich, Dresde et Wiesbaden, il finit par ouvrir un cabinet à Francfort en 1925. Mais les clients sont rares, et il vit surtout de conférences et de ses publications (des dizaines d’articles dans la presse et dans des revues spécialisées, ainsi qu’une demi-douzaine d’ouvrages). En 1929, il divorce d’un troisième mariage et connaît des périodes dépressives. Il se retire alors dans une chambre d’étudiant à Munich. Au moment où ses jours paraissent plus cléments, il est emporté par une embolie pulmonaire le 14 juin 1933.
Il est le grand-père du réalisateur Barbet Schroeder.

## La collection Prinzhorn

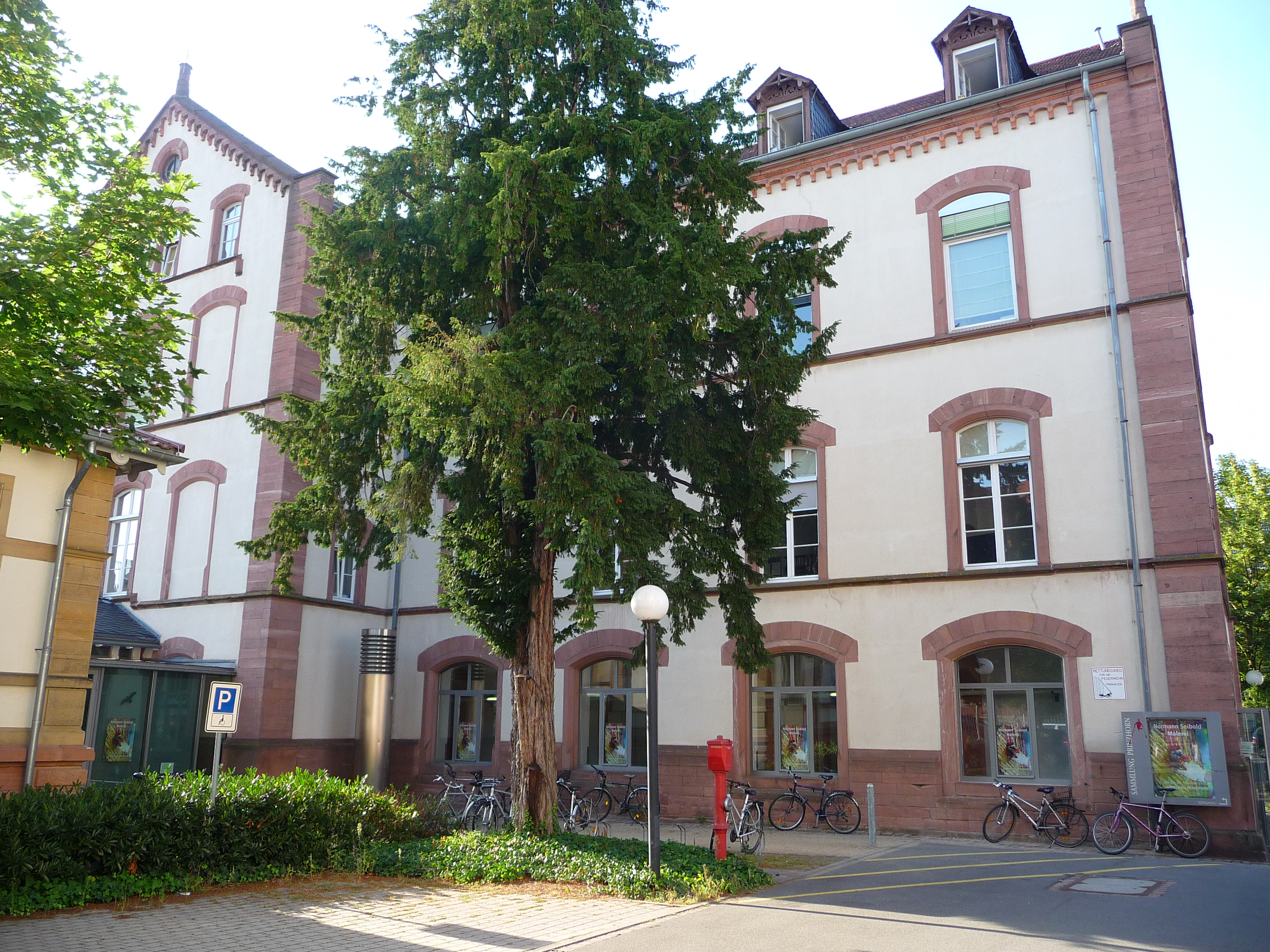
Entrée principale de la Collection Prinzhorn, Heidelberg

Depuis 2001, les œuvres de la collection sont présentées au public en permanence dans une salle de l’Hôpital psychiatrique de l’Université de Heidelberg, avec l’organisation d’expositions temporaires.

### Créateurs notoires de la collection (étudiés par Prinzhorn dans son livre)
- Karl Brendel
- August Klotz
- Johann Knüpfer
- August Neter
- Franz Pohl
- Adolf Wölfli
- Louise Vialat

### Publications
- (de) Bildnerei der Geisteskranken, Berlin, Springer Verlag, 1922
- (en) Artistry of the Mentally Ill, Vienna & New York, Springer Verlag, 1972Réédition 1995.
- Expressions de la folie, Paris, Gallimard, 1984Réédition 1996.

### Exposition
- La beauté insensée, Collection Prinzhorn, Palais des Beaux-Arts, Charleroi, Belgique, 1995